# Cosmoscarta nympha
Cosmoscarta nympha är en insektsart som beskrevs av William Lucas Distant 1914. Cosmoscarta nympha ingår i släktet Cosmoscarta och familjen spottstritar. Inga underarter finns listade i Catalogue of Life.